# Classe Lindau
Le esigenze della marina tedesco-occidentale nel settore della guerra di mine, da combattere nel delicato settore del Mar Baltico e Mare del Nord, hanno trovato una risposta nella versatile classe Lindau o Type 320, cacciamine che sono state anche la rinascita per la cantieristica militare tedesca, essendo le prime navi militari postbelliche costruite dalla Germania. 
Esse hanno scafo in legno, ma sovrastrutture in acciaio amagnetico, e per migliorarne le prestazioni 12 sono state aggiornate, nel periodo 1968-79 allo standard Type 331A o B con sonar migliorati, e 2 veicoli da ricognizione subacquea PAP104 francesi, filoguidati con carica di 100 kg sistemabile vicino alle mine, e un team di sommozzatori.
Una trasformazione ancora più interessante, che risolve alla radice il problema di far operare vicino ad un campo minato una unità navale, ha portato a modificare il sistema Troika. In tal modo, gli ultimi 6 cacciamine non ancora modificati hanno avuto a disposizione uno strumento particolare, 3 motoscafi radioguidabili sopra i campi minati, provvisti di sistemi magnetici, acustici e meccanici per far esplodere le mine. Il sistema è conosciuto come classe Type 351 e, almeno in teoria, risolve alla base il problema della sicurezza del cacciamine, molto meglio che uno scafo in vetroresina o in acciaio amagnetico. Esso non ha avuto molto seguito all'estero nonostante le potenzialità indubbiamente elevate, abbinate comunque ad un sonar e al team subacqueo.